# Елизабет Гаскел
Елизабет Гаскел (на английски: Elizabeth Gaskell), по баща Стивънсън, е английска писателка от Викторианската епоха. В романите си пресъздава в подробности живота на различни слоеве на английското общество.

## Детство
Гаскел е родена на 29 септември 1810 г. в Челси, Лондон. Тя е осмото дете в семейството на Уилям Стивънсън, унитариански пастор, и Елизабет Холанд. Шест от децата умират в ранна възраст и остават само Елизабет и по-големият ѝ брат Джон. Майката умира три месеца след раждането на Елизабет, което принуждава Уилям Стивънсън да прати дъщеря си при вуйна ѝ Хана Лъм в гр. Нътсфорд, графство Чешър, в Средна Англия. През 1813 г. Уилям Стивънсън се жени повторно за Катрин Томсън, от която има син Уилям (р. 1815) и дъщеря Катрин (р. 1816). Брат на мащехата Катрин Томас е шотландският художник Уилям Джон Томсън, който рисува един от най-известните портрети на Гаскел през 1832 г.
Гаскел рядко вижда баща си и новото му семейство. Брат ѝ Джон често я посещава, но става моряк и изчезва безследно през 1827 г. по време на експедиция до Индия. Така Гаскел е отгледана от вуйна си в Нътсфорд, който по-късно пресъздава като Кранфорд в едноименния роман. Прекарва известно време в Нюкасъл и в Единбург.

## Брак
На 30 август 1832 г. Елизабет Стивънсън сключва брак с пастор Уилям Гаскел в Нътсфорд. Изкарват медения си месец в северен Уелс при вуйчото на Елизабет Самюел Холанд. След това младото семейство се установява в Манчестър, където Уилям е пастор в унитарианската църква на ул. „Крос стрийт“. Първото дете на семейството, момиче, е мъртвородено (1833). Следват Мариан (р. 1834), Маргарет Емили (р. 1837), Флорънс Елизабет (р. 1842), Уилям (р. 1844) и Джулия Брадфърд (1846). Смъртта на сина ѝ през 1845 г. става катализатор за написването на първата творба – „Мери Бартън“.
През 1850 г. семейството се мести на ул. „Плимът Гроув“, където Елизабет пише останалите си творби. Голяма част от творчеството ѝ е повлияно от индустриален Манчестър. Обкръжението на Гаскел включва литературни и обществени фигури, както и религиозни и социални реформатори като Уилям и Мери Хауит, Чарлз Дикенс, Джон Ръскин, Хариет Бичър Стоу, Чарлз Елиът Нортън. Близка приятелка е с Шарлот Бронте.
Гаскел умира внезапно от сърдечен удар през 1865 г. по време на посещение в Холибърн, графство Хемпшър, където има къща. Домът им на Плимът Гроув "остава семейна собственост до 1913 г. През 1969 г. Манчестърският университет купува сградата, а през 2004 г. Историческото общество в Манчестър започва проект по обновяването му. Къщата е отворена за посещения.
През 2010 г. е поставена паметна плоча в Ъгъла на поетите в Уестминстърското абатство, над гроба на Джефри Чосър.

## Творчество
Много малка част от творчеството на Гаскел е преведена на български. Заглавията по-долу са неофициален превод от английски. Списъкът е непълен.

### Романи
- Мери Бартън / Mary Barton (1848)
- Кранфорд / Cranford (1851 – 1853)
- Рут / Ruth (1853)
- Север и юг / North and South (1854 – 1855)
- Обожателите на Силвия / Sylvia's Lovers (1863)
- Съпруги и дъщери: обикновена история / Wives and Daughters: An Everyday Story (1865)

### Новели и сборници
- Къщата в Морланд / The Moorland Cottage (1850)
- Признанията на г-н Харисън / Mr. Harrison's Confessions (1851)
- Старата бавачка / The Old Nurse's Story (1852)
- Лизи Ли / Lizzie Leigh (1855)
- Г-жа Лъдлоу / My Lady Ludlow (1859)
- На канапето / Round the Sofa (1859)
- Вещицата Лоис / Lois the Witch (1861)
- Случка в тъмна нощ / A Dark Night's Work (1863)
- Братовчедката Филис / Cousin Phillis (1864)

### Биографии
- Животът на Шарлот Бронте / The Life of Charlotte Brontë (1857)